# Бужемаа Бенхріф
Бужемаа Бенхріф (араб. بوجمعة بنخريف, нар. 30 листопада 1947) — марокканський футболіст, що грав на позиції захисника.
Виступав за клуб «Кенітра», а також національну збірну Марокко, у складі якої був учасником чемпіонату світу, Африки та Олімпійських ігор.

## Кар'єра
У дорослому футболі дебютував виступами за команду «Кенітра», кольори якої і захищав протягом усієї своєї кар'єри гравця.
26 листопада 1967 року дебютував в офіційних матчах у складі національної збірної Марокко в грі відбору на Олімпійські ігри 1968 року проти Тунісу (0:0).
У складі збірної був учасником чемпіонату світу 1970 року у Мексиці, де Марокко посіло останнє місце в групі, а Бенхріф взяв участь у всіх трьох матчах — проти Болгарії, Перу і ФРН. А вже наступного року зіграв на Середземноморських іграх у турецькому Ізмірі. Там марокканці з Бенхріфом у складі виграли два перших матчі групового етапу і в останньому вирішальному зустрічались з Югославією за право виходу до фіналу. У цій грі після вилучення двох марокканців африканська збірна покинула поле, за що була дискваліфікована з турніру і залишилась без медалей.
1972 року Бужемаа взяв участь спочатку у Кубку африканських націй в Камеруні, де зіграв у всіх трьох матчах, а команда не подолала груповий етап, а потім і в літніх Олімпійських іграх 1972 року, де теж був основним гравцем, зігравши у всіх шести іграх своєї команди
Загалом протягом кар'єри у національній команді, яка тривала 6 років, провів у її формі 56 матчів, забивши 4 голи.